# بيثاني جولدسميث
بيثاني جولدسميث (بالإنجليزية: Bethany Goldsmith)‏ هي لاعبة كرة قاعدة أمريكية، ولدت في 6 أكتوبر 1927 في إلجين في الولايات المتحدة، وتوفيت في 24 أكتوبر 2004 في أورلاندو في الولايات المتحدة.